# Шубников, Александр Павлович
Алекса́ндр Па́влович Шу́бников (28 августа 1923, Нолинский уезд, Вятская губерния — 10 ноября 1984, Кемерово) — Герой Советского Союза, заместитель командира батальона 265-го стрелкового полка (20-я стрелковая дивизия, 28-я армия, 1-й Украинский фронт).

## Биография
Родился в деревне Плоская в семье крестьянина. С 1939 года жил и работал бригадиром в совхозе «Победа» в деревне Усть-Стрелина Топкинского района. В 1941 году был призван в армию и направлен в Новосибирское военно-пехотное училище. С июля 1942 года воевал командиром роты, заместителем командира батальона на Закавказском, Северо-Кавказском, 1-м и 3-м Белорусском, 1-м Украинском фронтах.
30 апреля 1945 года заместитель командира батальона 265-го стрелкового полка 20-й стрелковой дивизии капитан Шубников А. П. руководил овладением улицы Форкенбек в Берлине, ряд кварталов которой был превращён в опорный пункт противника с сильно укреплённой системой дотов и дзотов. Умело обойдя двумя ротами укрепрайон, А. П. Шубников смело повёл батальон в атаку. Около пятисот немецких солдат были взяты в плен. Когда на подступах к одному из зданий завязалась рукопашная, из личного оружия капитан Шубников уничтожил 8 гитлеровцев, ручными гранатами — станковый пулемёт, мешавший продвижению вперёд. Стремительное овладение укрепрайоном способствовало успешному продвижению соседних частей в центр Берлина.
27 июня 1945 года Шубникову Александру Павловичу за мужество и героизм, проявленный при штурме Берлина, Указом Президиума Верховного Совета СССР было присвоено звание Героя Советского Союза с вручением ордена Ленина и медали «Золотая Звезда» (№ 6235).
В 1945 году майор Шубников уволился в запас. Жил в городе Кемерово. Работал в областном управлении трудовых резервов, более двадцати лет — в органах внутренних дел. Умер 10 ноября 1984 года.

## Награды
- Герой Советского Союза (27.5.1945)[2]
- Орден Ленина[2]
- Орден Отечественной войны I степени[3]
- Орден Отечественной войны II степени[4]
- Орден Красной Звезды[5]

- Медаль «В ознаменование 100-летия со дня рождения Владимира Ильича Ленина» (6 апреля 1970[6])
- Медаль «За победу над Германией в Великой Отечественной войне 1941—1945 гг.» (9 мая 1945[7])
- Юбилейная медаль «Двадцать лет Победы в Великой Отечественной войне 1941—1945 гг.» (7 мая 1965[8])
- Юбилейная медаль «Тридцать лет Победы в Великой Отечественной войне 1941—1945 гг.»[9]
- Медаль «За оборону Кавказа»[10]
- Медаль «За взятие Кёнигсберга» (9 июня 1945)[11]
- Медаль «Ветеран труда»
- Медаль «30 лет Советской Армии и Флота».[12]
- Юбилейная медаль «40 лет Вооружённых Сил СССР»[13]
- Юбилейная медаль «50 лет Вооружённых Сил СССР» (26 декабря 1967[14])
- Юбилейная медаль «60 лет Вооружённых Сил СССР» (28 января 1978[15])

- Знак МО СССР «25 лет Победы в Великой Отечественной войне» (24 апреля 1970[16])

## Память

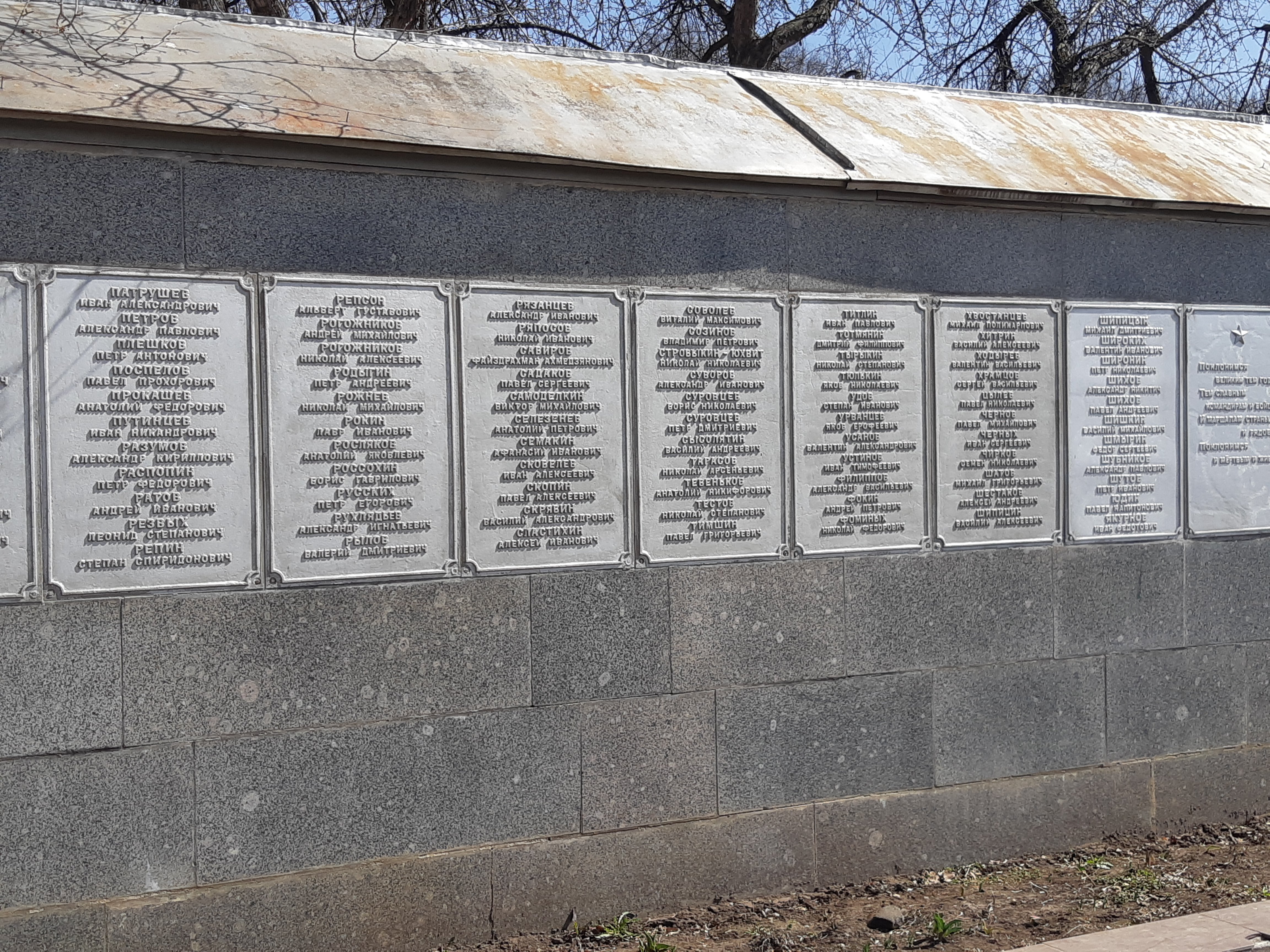
Имя Героя на мемориальной доске в парке г. Кирова

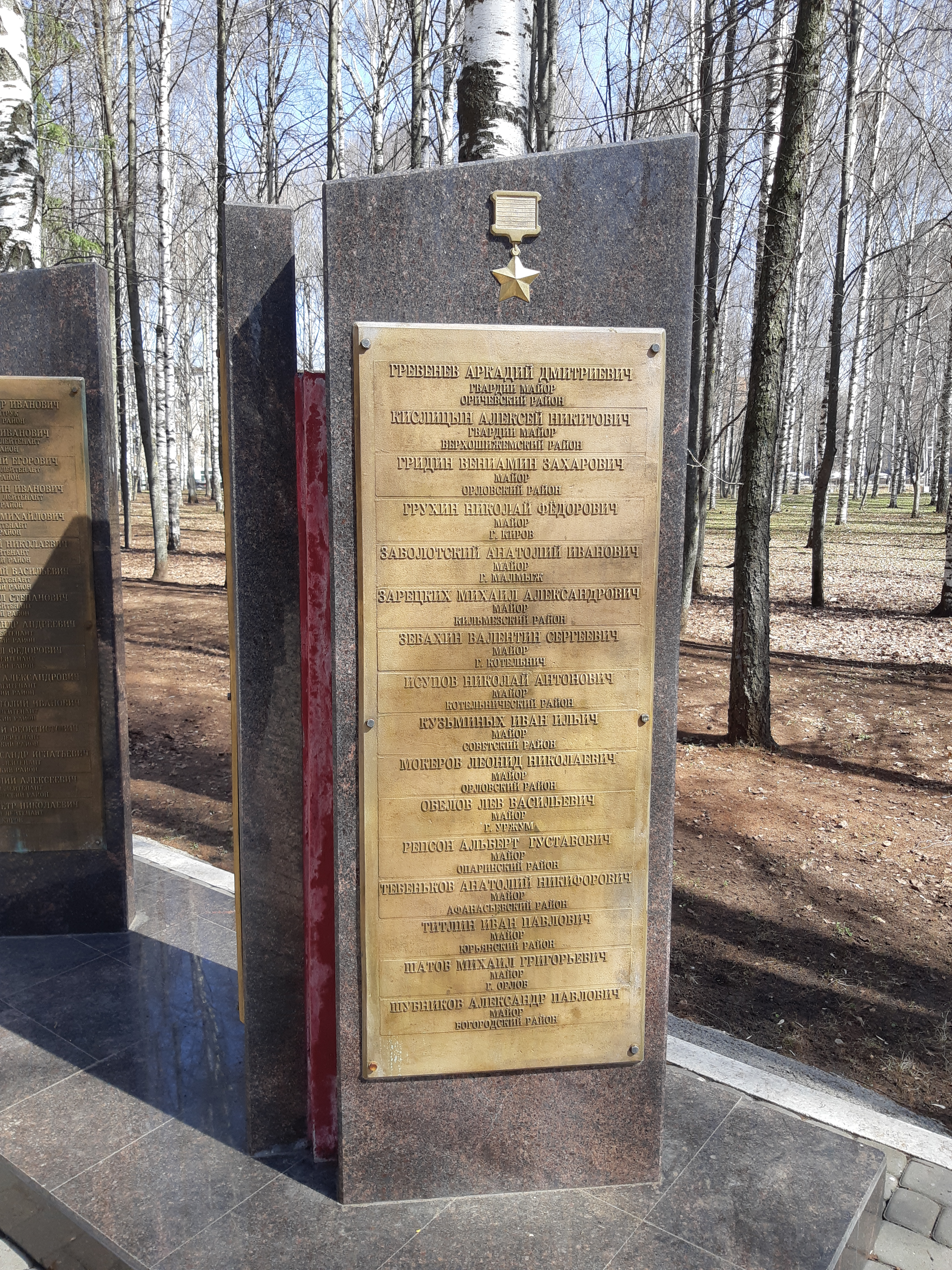
Имя Героя на гранитной стелле в парке Победы в Кирове.

- Его имя на гранитной стелле в парке Победы в Кирове.
- Имя Героя высечено золотыми буквами в зале Славы Центрального музея Великой Отечественной войны в Парке Победы г. Москвы.
- Имя Героя Советского Союза увековечено на мемориальной доске, установленной в парке Дворца Пионеров в городе Кирове.
- На могиле героя установлен надгробный памятник.
- Имя Героя носят улицы в селе Ухтым Богородского района и поселке Богородское (Кировская область).

## Комментарии
1. ↑  Деревня Плоская, относившаяся в 1920-е годы к Ухтымской волости Нолинского уезда, в последующем входила в состав Ухтымского сельсовета Богородского района Кировской области; ныне — урочище в том же районе[1].